# Biblioteca Estadual do Acre
A Biblioteca Estadual do Acre, cuja denominação oficial é Biblioteca Estadual Adonay Barbosa, é uma biblioteca pública criada, organizada e mantida pelo governo do Estado do Acre, no norte do Brasil.

## História
A atual biblioteca pública acreana foi inaugurada em 10 de março de 1979 e em 2008 foi readaptada para padrões técnicos vigentes. Posteriormente recebeu a denominação personativa de Biblioteca Estadual Adonay Barbosa.
Em 15 de outubro de 2019 foi inaugurada uma reforma de melhoramentos do espaço que foi orçada em cerca de R$ 1 milhão de reas.
Seções: leitura e pesquisa, suporte digital, filmoteca, espaço Histórias em Quadrinhos, setor infantil, telecentro e restauração de Pequenos Reparos em livros e documentos bibliográficos